# 呉市立横路小学校
呉市立横路小学校（くれしりつよころしょうがっこう）は、広島県呉市広横路にある公立小学校。

## 概要
呉市内では生徒、教職員数ともに1位。大半の卒業生が呉市立横路中学校に進学する。

## 沿革
- 1924年（大正13年）- 設立

## 学校教育目標
自分を育て
道を拓く
～ 自分で考え, みんなといっしょに人につくす ～